# Razza Umana (programma televisivo)
Razza Umana è stato un programma televisivo italiano di genere talk show, andato in onda dal 2013 al 2014 su Rai 2 e condotto da Piero Marrazzo, che tornò alla conduzione dopo 9 anni; il programma è cessato a causa dei bassi ascolti.